# Рори Маккан
Рори Маккан (на английски: Rory McCann) е шотландски актьор, носител на награда на БАФТА и три пъти номиниран за награда на „Гилдията на киноактьорите“. Известни филми с негово участие са „Младият Адам“, „Александър“, „Беолуф и Грендел“, „Горещи палки“, „Соломон Кейн“, „Сблъсъкът на титаните“, „Сезонът на вещиците“ и сериалите „Правилата на играта“, „Безсрамници“ и „Игра на тронове“.

## Биография
Рори Маккан е роден на 24 април 1969 г. в Глазгоу, Шотландия. Той има по-малка сестра на име Сали, която работи като дизайнер на костюми за телевизионни и кино продукции. Преди да започне актьорската си кариера Маккан работи като дърводелец и бояджия. В свободното си време обича да свири на пиано.
Маккан е поддръжник на Шотландската зелена партия и участва в рекламен клип на партията през 2007 г. при изборите за Шотландски парламент.

## Кариера
Първата му поява на телевизионния екран е в реклама на шотландска марка зърнени закуски, в която е облечен с шотландска пола (килт). След това има няколко малки роли в различни британски сериали и филми. От 2002 до 2003 г. играе в сериала „The Book Group“, за ролята си в който получава шотландска награда БАФТА в категория „Най-добро телевизионно изпълнение“.
Дебютът му в „Холивуд“ е през 2004 г. във филма на режисьора Оливър Стоун – „Александър“, в който си партнира с Колин Фарел, Вал Килмър, Анджелина Джоли и Антъни Хопкинс. През 2007 г. играе ролята на Майкъл Армстронг във филма „Горещи палки“. През 2009 и 2010 г. има роли във филмите „Соломон Кейн“ и „Сблъсъкът на титаните“.
От 2011 г. играе ролята на Сандор „Хрътката“ Клегейн в суперпродукцията на HBO – „Игра на тронове“. През 2015 г. си партнира с Майкъл Фасбендър в уестърна „Бавен Запад“.

## Избрана филмография
- „Ловец на плъхове“ (1999)
- „The Book Group“ (сериал, 2002 – 2003)
- „Младият Адам“ (2003)
- „Правилата на играта“ (сериал, 2003)
- „Александър“ (2004)
- „Беолуф и Грендел“ (2005)
- „Безсрамници“ (сериал, 2006)
- „66“ (2006)
- „Горещи палки“ (2007)
- „Бандата“ (2008)
- „Соломон Кейн“ (2009)
- „Сблъсъкът на титаните“ (2010)
- „Сезонът на вещиците“ (2011)
- „Игра на тронове“ (сериал, 2011 – )
- „Бавен Запад“ (2015)
- „Трите хикса: Отново в играта“ (2017)